# Орсойско блато
Орсойското блато е блато, разположено край река Дунав, между селата Добри дол, Сливата и Орсоя в Област Монтана.
Пресушавано е през 1980 г. чрез изграждане на предпазна дига с дължина 8238 м., вследствие на което територията на блатото от 24 606 дка намалява до 13 500 дка. След това заради засушавания обширните площи в полето между Лом и с. Орсоя пресъхват и на тяхно място остава само напукана тиня, като територията на блатото намалява до 12 000 дка.
През 2001 г. e създадена защитената местност „Рибарници Орсоя“ с площ от 150,3 ха и заливните територии около блатото, която е включена в „Корине Биотопи“ (Corine Biotops). Тя е едно от най-ценните орнитологично важни места в България за поддържане и опазване на популациите и местообитанията на редки и защитени видове от флората и фауната.
От Орсойското блато остават запазени само около 2,3 км² – североизточно от с. Сливата, в местността Блатото и северно от Орсоя в ЗМ „Рибарници Орсоя“. При с. Добри дол, южно от местността Горните гредове, също има 6 по-малки блата.
Територията „Орсойското блато“ е обявена за защитена. Тя е обитавана от над 1100 животински вида, някои от които са застрашени в световен мащаб. Изграждането на дунавските диги през 1956 г. е нарушило пътя за естественото размножаване на рибата, като е направило невъзможен достъпа ѝ до най-подходящите места и условия за размножаване.
Орсойското блато може да се превърне в естествен развъдник на фитофилни риби, обезпечаващ попълването на дунавските популации. В блатото и каналите на местността се срещат следните видове: щука, шаран, бабушка, платика, лин, уклей, виюн, псевдоразбора, слънчева рибка и гамбузия. През 2009 г. са установени 14 вида риби.
Установени са 163 вида птици в блатото. По време на миграцията блатото е от международно значение за белооката потапница, малкия корморан, черен щъркел, сива чапла и др.
Срещат се различни видове:
- бозайници – видра, дива котка и др.,
- земноводни – дървесница, зелена кростава жаба,
- влечуги – водна костенурка, зелен гущер, пъстър смок.

Редки и защитени видове са белооката потапница и малък корморан. Други редки и застрашени от изчезване видове са блатното кокиче и гинко билоба, които са вписани в Червената книга на България.